# Tyler Pasher
Tyler Pasher (Elmira, 1994. április 27. –) kanadai válogatott labdarúgó, a Birmingham Legion középpályása.

## Pályafutása

### Klubcsapatokban
Pasher a kanadai Elmira városában született. Az ifjúsági pályafutását a Woolwich Soccer Association és az angol Newcastle United csapatában kezdte, majd a kanadai Toronto akadémiájánál folytatta.
2013-ban mutatkozott be a finn Kemi felnőtt keretében. 2014 és 2021 között több klubnál is szerepelt, játszott például a Lansing United, a Pittsburgh Riverhounds, a Swope Park Rangers, a Sporting Kansas City, az Atlanta United és az Indy Eleven csapataiban is. 2021. január 14-én az észak-amerikai első osztályban érdekelt Houston Dynamo szerződtette. Először a 2021. április 17-ei, San Jose Earthquakes ellen 2–1-re megnyert mérkőzésen lépett pályára. Első gólját 2021. május 1-jén, a Los Angeles ellen hazai pályán 1–1-es döntetlennel zárult találkozón szerezte meg. 2022-ben a New York Red Bullshoz igazolt. 2022. december 12-én a Birmingham Legionhoz írt alá.

### A válogatottban
2021-ben debütált a kanadai válogatottban. Először a 2021. július 16-ai, Haiti ellen 4–1-re megnyert CONCACAF-aranykupa mérkőzés 77. percében, Tajon Buchanant váltva lépett pályára.

## Statisztikák
2023. május 25. szerint.
| Klub              | Szezon   | Osztály          | Bajnokság | Bajnokság | Kupa  | Kupa | Nemzetközi | Nemzetközi | Összesen | Összesen |
| Klub              | Szezon   | Osztály          | Meccs     | Gól       | Meccs | Gól  | Meccs      | Gól        | Meccs    | Gól      |
| ----------------- | -------- | ---------------- | --------- | --------- | ----- | ---- | ---------- | ---------- | -------- | -------- |
| Houston Dynamo    | 2021     | MLS              | 19        | 4         | 0     | 0    | —          | —          | 19       | 4        |
| Houston Dynamo    | 2022     | MLS              | 17        | 2         | 3     | 0    | —          | —          | 20       | 2        |
| Houston Dynamo    | Összesen | Összesen         | 36        | 6         | 3     | 0    | 0          | 0          | 39       | 6        |
| Birmingham Legion | 2023     | USL Championship | 8         | 2         | 3     | 1    | —          | —          | 11       | 3        |
| Összesen          | Összesen | Összesen         | 44        | 8         | 6     | 1    | 0          | 0          | 50       | 9        |

### A válogatottban
| Válogatott | Év       | Pályára lépés | Gól |
| ---------- | -------- | ------------- | --- |
| Kanada     | 2021     | 2             | 0   |
| Összesen   | Összesen | 2             | 0   |

## Sikerei, díjai
Sporting Kansas City
- US Open Cup
  - Győztes (1): 2017

## Fordítás
Ez a szócikk részben vagy egészben  a   Tyler Pasher című angol Wikipédia-szócikk fordításán alapul.  Az eredeti cikk szerkesztőit annak laptörténete sorolja fel. Ez a jelzés csupán a megfogalmazás eredetét és a szerzői jogokat jelzi, nem szolgál a cikkben szereplő információk forrásmegjelöléseként.